# Diocesi di Carúpano
La diocesi di Carúpano (in latino Dioecesis Carupanensis) è una sede della Chiesa cattolica in Venezuela suffraganea dell'arcidiocesi di Cumaná. Nel 2023 contava 548.970 battezzati su  555.800 abitanti. È retta dal vescovo Jaime Villarroel Rodríguez.

## Territorio
La diocesi comprende i comuni di Andrés Eloy Blanco, Andrés Mata, Arismendi, Benítez, Bermúdez, Cajigal, Libertador, Mariño e Valdez nella parte orientale dello stato venezuelano di Sucre.
Sede vescovile è la città di Carúpano, nel comune di Bermúdez, dove si trova la cattedrale di Santa Rosa da Lima.
Il territorio si estende su 5.818 km² ed è suddiviso in 25 parrocchie.

## Storia
La diocesi è stata eretta il 4 aprile 2000 con la bolla Plerique sacrorum di papa Giovanni Paolo II, ricavandone il territorio dall'arcidiocesi di Cumaná.
Il 16 luglio 2020 la Congregazione per il culto divino e la disciplina dei sacramenti ha confermato Nostra Signora del Pilar patrona principale della diocesi.

## Cronotassi dei vescovi
Si omettono i periodi di sede vacante non superiori ai 2 anni o non storicamente accertati.
- Manuel Felipe Díaz Sánchez (4 aprile 2000 - 10 dicembre 2008 nominato arcivescovo di Calabozo)
- Jaime Villarroel Rodríguez, dal 10 aprile 2010

## Statistiche
La diocesi nel 2023 su una popolazione di 555.800 persone contava 548.970 battezzati, corrispondenti al 98,8% del totale.
| anno | popolazione | popolazione | popolazione | presbiteri | presbiteri | presbiteri | presbiteri                | diaconi | religiosi | religiosi | parrocchie |
| anno | battezzati  | totale      | %           | numero     | secolari   | regolari   | battezzati per presbitero | diaconi | uomini    | donne     | parrocchie |
| ---- | ----------- | ----------- | ----------- | ---------- | ---------- | ---------- | ------------------------- | ------- | --------- | --------- | ---------- |
| 2000 | 389.000     | 399.892     | 97,3        | 17         | 12         | 5          | 22.882                    |         | 5         | 22        | 12         |
| 2001 | 395.093     | 415.887     | 95,0        | 16         | 12         | 4          | 24.693                    |         | 4         | 18        | 19         |
| 2002 | 415.963     | 418.887     | 99,3        | 15         | 12         | 3          | 27.730                    |         | 3         | 20        | 19         |
| 2003 | 424.282     | 427.263     | 99,3        | 18         | 15         | 3          | 23.571                    |         | 3         | 13        | 20         |
| 2004 | 429.107     | 432.147     | 99,3        | 21         | 17         | 4          | 20.433                    |         | 4         | 17        | 20         |
| 2006 | 435.000     | 440.400     | 98,8        | 18         | 15         | 3          | 24.166                    |         | 3         | 19        | 20         |
| 2013 | 483.000     | 489.000     | 98,8        | 20         | 20         |            | 24.150                    |         |           | 13        | 23         |
| 2016 | 503.812     | 509.894     | 98,8        | 32         | 31         | 1          | 15.744                    |         | 1         | 13        | 21         |
| 2019 | 523.700     | 530.000     | 98,8        | 25         | 25         |            | 20.948                    |         |           |           | 22         |
| 2021 | 536.560     | 543.000     | 98,8        | 27         | 27         |            | 19.872                    |         |           | 4         | 24         |
| 2023 | 548.970     | 555.800     | 98,8        | 31         | 31         |            | 17.708                    |         |           | 3         | 25         |